# 札幌芸術の森
札幌芸術の森（さっぽろげいじゅつのもり）は、札幌市南区芸術の森にある複合文化施設。札幌市の都市公園として整備している。「公共建築百選」選定。

## 概要
1977年（昭和52年）、札幌青年会議所が提唱した「さっぽろアートパーク構想」に端を発し、1981年（昭和56年）に札幌市がプロジェクトチームを設けて具体的な計画を策定した。札幌市郊外40ヘクタールの敷地内に芸術関連の施設や作品を配置しており、鑑賞、発表、制作、研修、情報交流の機能を備えている。芸術の森地区の中核となる施設であり、「創造都市さっぽろ」の原動力の1つになっている。札幌市立大学芸術の森キャンパスや札幌アートヴィレッジが隣接している。
年間を通して様々なイベントを催しており、毎年夏には『パシフィック・ミュージック・フェスティバル』（PMF）、『SAPPORO CITY JAZZ North JAM Session』が開催されているほか
冬季は野外美術館が休館となり、かんじきを利用して無料で雪中の作品を見ることができる。

## 沿革
札幌芸術の森は1984年（昭和59年）から1999年（平成11年）まで3期に分けて事業化していった。
- 第1期建設計画（1984年〜1987年）
  - 野外美術館[16]、芸術の森センター[16]、工芸館、ガラス・陶工房[17]、木工房[18]、登り窯、彫刻アトリエ、アトリエハウス3棟、ロッジ、アートホールの建設[19]
  - 有島武郎旧邸の移築[20]
- 第2期建設計画（1988年〜1991年）
  - 野外ステージの建設[21]、札幌芸術の森美術館の建設[22]、版画工房
  - 野外美術館の拡張
- 第3期建設計画（1992年〜1999年）
  - 園内道路の拡張整備、アートホールの増築[23]、工芸館倉庫の増築、管理センターの増改築、クラフト工房の建設、芸術の森美術館収蔵庫の増築、野外美術館の拡張（ダニ・カラヴァン「隠された庭への道」）[24]

### 年表
- 1977年（昭和52年）
  - 札幌青年会議所が「札幌アートパーク構想」を提案、その後「芸術村構想」として検討[25]。
- 1984年（昭和59年）
  - 2月 - 基本計画策定、札幌芸術村建設企画委員会を設立し栗谷川健一らが参加[25]。
  - 8月 - 起工[25]。
- 1985年（昭和60年）
  - 9月 - 石彫アトリエ完成[17]。
- 1986年（昭和61年）
  - 7月27日 - 開園[16]。
- 1987年（昭和62年）
  - 6月 - 第1回『森の音楽会』開催[26]。
  - 7月14日 - アートホールがオープン[19]。
  - 7月26日 - 木工房オープン[18]。
  - 8月 - 「浮かぶ彫刻－札幌」設置[27]。
- 1990年（平成2年）
  - 6月 - 野外ステージが完成し、第1回『パシフィック・ミュージック・フェスティバル』（PMF）開催[21]。
  - 7月28日 - 野外美術館を拡張[28]。
  - 9月29日 - 札幌芸術の森美術館開館[22]。
- 1992年（平成4年）
  - 3月28日 - 版画工房オープン[29]。
- 1995年（平成7年）
  - 6月27日 - アートホール増築[23]。
- 1997年（平成9年）
  - 7月4日 - 中島公園に札幌コンサートホールKitaraがオープンし、札幌交響楽団が活動拠点を移転[30][31][32]。
- 1998年（平成10年）
  - 7月8日 - クラフト工房オープン[33]。
- 1999年（平成11年）
  - 7月 - 野外美術館を拡張し、ダニ・カラヴァンの「隠された庭への道」オープン[24]。
  - 8月 - 『SAPPORO CITY JAZZ』の前身となる『Sapporo Jazz Forest』（SJF）開催（2006年まで）。
- 2004年（平成16年）
  - 6月20日 - 野外ステージリニューアル[34][35]。
- 2006年（平成18年）
  - 4月1日 - 札幌市立大学芸術の森キャンパス（デザイン学部）オープン[36][37]。
  - 9月2日 - 野外ステージスタンド席完成[38]。
- 2007年（平成19年）
  - 『SAPPORO CITY JAZZ』（SCJ）初開催。
- 2008年（平成20年）
  - 9月 - 佐藤忠良記念子どもアトリエオープン[2]。
- 2010年（平成22年）
  - 8月 - 『情熱大陸SPECIAL_LIVE_SUMMER_TIME_BONANZA』札幌公演開催。（2011年まで）
- 2012年（平成24年）
  - 12月 - 『きたまえ↑ 札幌☆マンガ・アニメフェスティバル』初開催。（2015年まで）
- 2013年（平成25年）
  - 4月 - カフェ、レストランがリニューアルオープン[39]。

## 施設
札幌芸術の森美術館
クラフト工房
各種団体が利用できる講習会専用施設。
大制作室、中制作室、小制作室
工芸館
展示ホール、常設展示コーナー、染・織工房、クラフトショップがある。
陶工房
各種成形用具、土練機、灯油窯、電気窯を備えており、個人からグループでの貸し切り利用も可能。
木工房
工具一式を備えた工作室、専門的な制作や加工が可能な機械加工室を備えており、個人からグループでの貸し切り利用も可能。
有島武郎旧邸
札幌にゆかりのある有島武郎の邸宅（1913年（大正2年）建築）を移築復元したもので、有島の資料を展示している。「さっぽろ・ふるさと文化百選」選定。
芸術の森センター
芸術の森中央に位置している。
野外美術館券売所、レストラン、アートロビー、事務室
アートホール
発表機能を備えたアリーナ、大中小の各練習室、ピアノ練習室などがある。
アリーナ：面積645m²（約390畳）、最大収容人数600名（2階観覧席116席）、特別控室
大練習室：面積488m²（約300畳）、最大収容人数300名
中練習室：面積171m²（約102畳）、最大収容人数150名
小練習室1・2：面積各47m²（約28畳）、最大収容人数各10名
小練習室3・4・5：面積各30m²（約18畳）、最大収容人数10名
小練習室6：面積40m²（約24畳）、最大収容人数10名
ピアノ練習室：面積47m²（約28畳）、最大収容人数10名
野外美術館
7.5ヘクタールの敷地に日本をはじめとした現代彫刻家64作家73点の作品を展示している。
佐藤忠良記念子どもアトリエ（野外美術館内）
少年期を札幌で過ごし、美術の教科書や絵本を数多く手がけた彫刻家佐藤忠良に関する施設。
版画工房
銅版、リトグラフ、木版、シルクスクリーンの版画制作機能が1つのフロアにあり、大型判も刷れる貸工房。個人からグループでの貸し切り利用も可能。
絵画アトリエA・B
絵画制作を中心とした長期間滞在可能な一戸建て施設。
アトリエA：延床面積145m²、制作スペース約48畳
アトリエB：延床面積113m²、制作スペース約20畳
多目的アトリエ
12畳程度の研修室2室、談話室を備えており、グループごとの研修やレクリエーションに利用可能。
彫刻アトリエ
石工専用の一戸建て施設。
野外ステージ
椅子席（仮設）500名、芝生席で4,500名まで収容可能。
ロッジ
山小屋風の一戸建て施設。
登り窯・穴窯
個人でも利用可能。

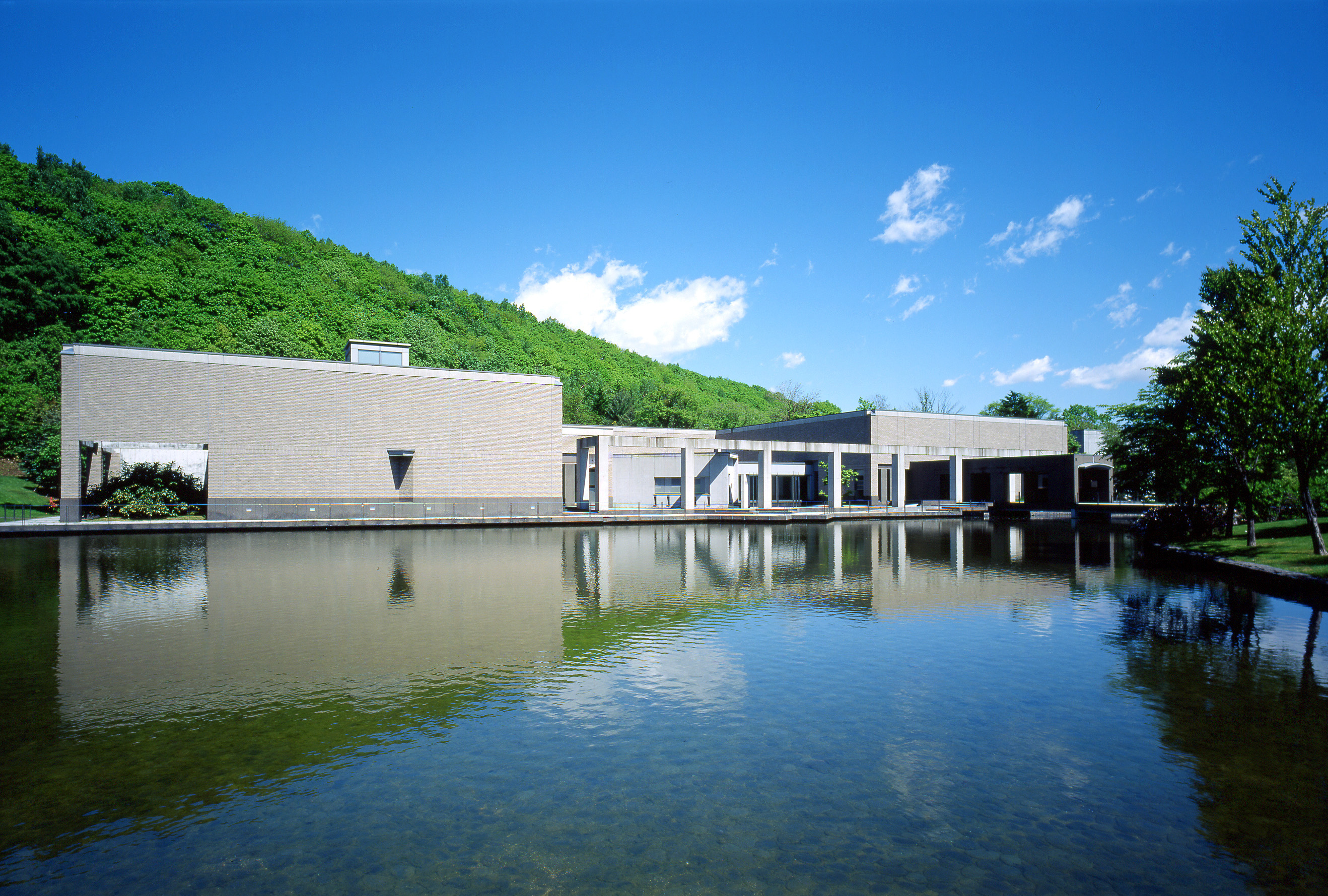
札幌芸術の森美術館（2011年3月）
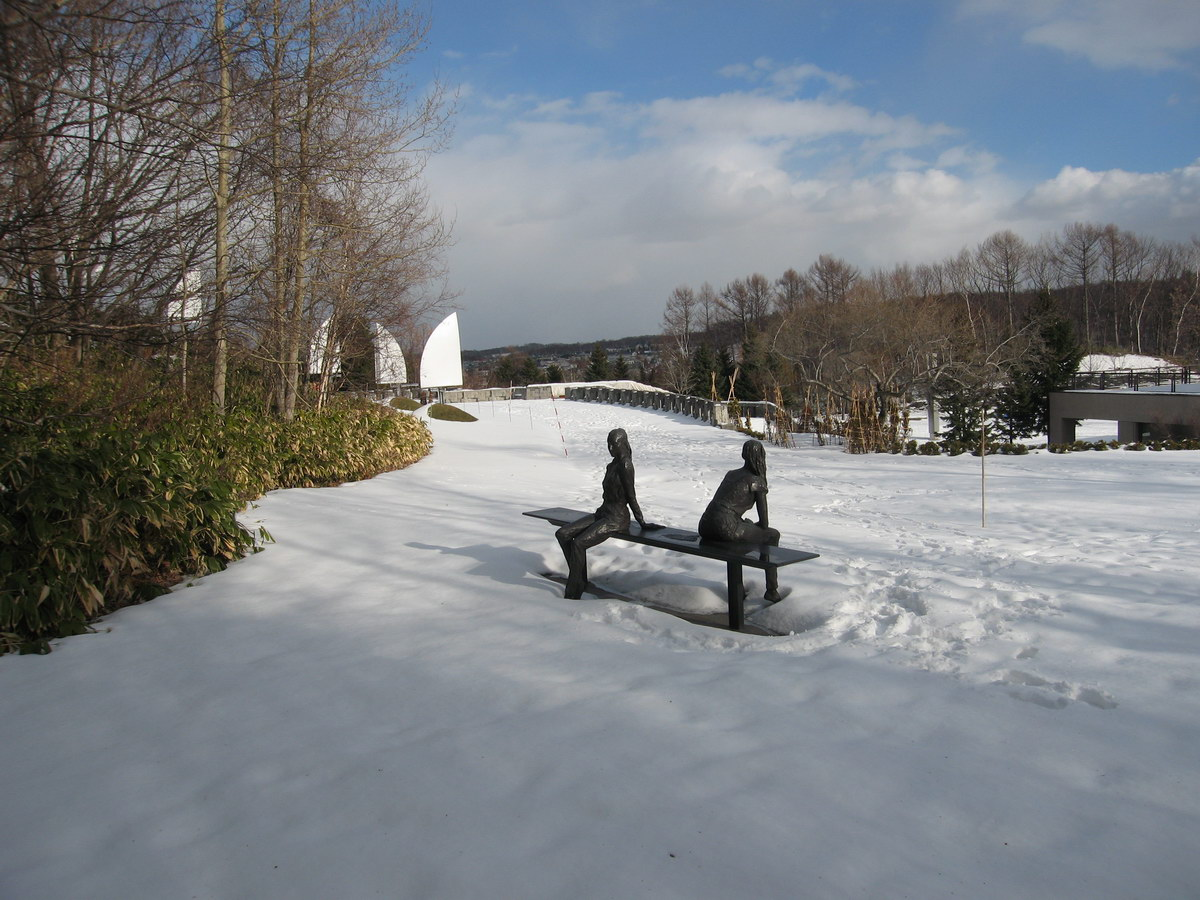
野外美術館（2007年1月）
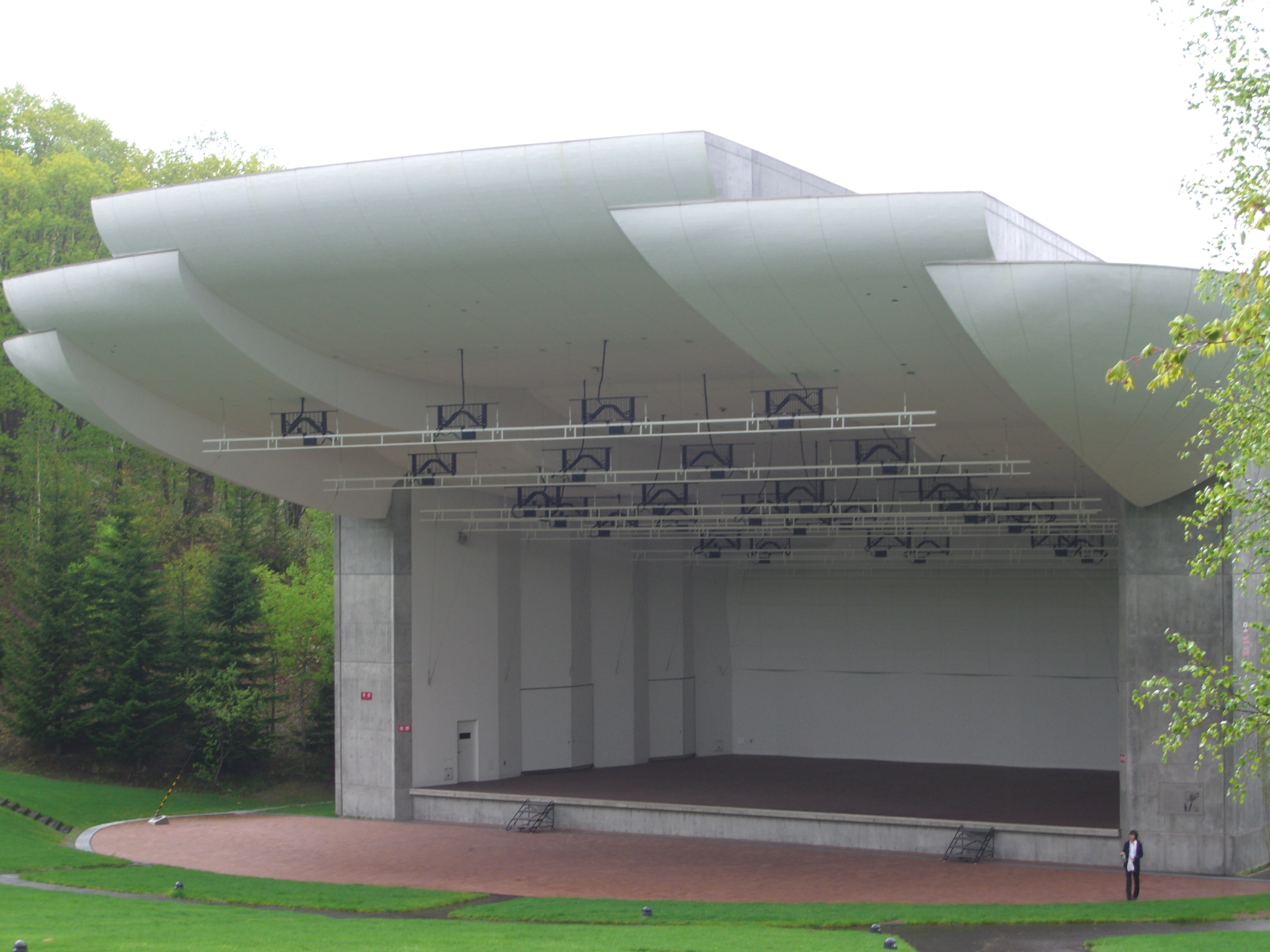
野外ステージ（2007年5月）